# Johann Kiefersauer
Johann „Hansi“ Kiefersauer (* 14. Dezember 1948 in Lenggries, Oberbayern) ist ein deutscher Comiczeichner.
Er zeichnet unter anderem die „Käpt’n Blaubär“-Comichefte. Seine Comicstrip-Serie „Dr. Bubi Livingston“ erscheint als Wochenendbeilage in der WAZ (Westdeutsche Allgemeine Zeitung).
Schon als kleines Kind fühlte er sich zu Comics hingezogen und zeichnete erste Figuren nach. Inspiriert durch den amerikanischen Underground griff er diese Idee in seiner Jugendzeit wieder auf. Als er bei der Münchener Stadtzeitung Blatt das Layout der Zeitung mitgestaltete, konnte er gleichzeitig seine ersten eigenen Comics und Cartoons im Blatt veröffentlichen. Dies erweckte die Aufmerksamkeit anderer Comiczeichner in München und es entstand ein Gemeinschaftsprojekt namens Zomix, ein Comicheft, von dem elf Ausgaben produziert wurden.
Doch zu diesem Zeitpunkt war Kiefersauer noch weit davon entfernt, ein professioneller Comiczeichner zu werden. Er arbeitete als Musiker, vierzehntäglich beim Blatt und bekam Aufträge für Lettering von Verlagen wie dem Carlsen Verlag (Spirou und Fantasio) und dem Volksverlag (U-Comix, Schwermetall). Neben zusammen mit anderen Zeichnern selbstverlegten Publikationen wie Kalendern (Kopf hoch!), Büchern (Frigobert) und Comic-Magazinen  (Zomix, Rad ab!) entstanden später viele Arbeiten für verschiedenen Magazine und Verlage. Zusammen mit anderen Zeichnern wurden 1990 die Honk-Studios gegründet, eine Studiogemeinschaft, die 2006 neben Johann Kiefersauer noch die Illustratoren Detlef Surrey, Silvia Christoph und Peter Pfeiffer umfasst.
Dann bot Walter Moers, der Erfinder des bekannten Käpt’n Blaubär den Honk-Studios an, die wöchentlich erscheinenden Blaubär-Comics und die Blaubär-Merchandisingprodukte zu zeichnen. Seit 1994 führt der Zeichner diese Arbeit im Auftrag des WDR durch.

## Veröffentlichungen
Serien
- Dr. Bubi Livingston. WAZ, seit 1990.
- Käpt’n Blaubär. Diverse Zeitungen, von 1994 bis 2019
- Käpt’n Blaubär – Das fantastische Lügenmagazin. Panini-Dino, seit 2002.
- Mecki. Comics. Hörzu, von 2006 bis 2022

Bücher
- Hugo, der Mann mit dem Schatten. Semmel, Kiel 1987.
- Hugos Comiczeichenkurs. Alpha, Nürnberg 1990.
- Dr. Bubi Livingston. Alpha, Nürnberg 1991.
- Bauern in Bayern. Haus der Bayerischen Geschichte, München 1992.
- mit Petri, Higgins: Käpt’n Blaubär 2 „Schiffbruch“. Ehapa, Stuttgart 1997.
- mit Petri, Higgins: Käpt’n Blaubär 1 „Seemannsgarn“. Ehapa, Stuttgart 1997.
- Dr. Bubi Livingston Du!Du! Du! – Ich!Ich!Ich! 2000.
- Fitness. Tomus, 2001.
- Käpt’n Blaubär Geschichtenbücher, Pappenbücher und Bildergeschichten. Carlsen, Hamburg.
- Der Klabautermann. Text von Hermann Stange. Ueberreuter.
- Abdul und die Geister aus der Lampe. Text von Hermann Stange. Ueberreuter.

Literatur
- ICOM COMIC!-Jahrbuch 2007, Hrsg.: Interessenverband Comic, Cartoon, Illustration und Trickfilm e. V., Von Zomix bis Honk, Interview mit Johann «Hansi» Kiefersauer von Hermann Stange, Seite 98 bis 111.
- Deutsche Comicforschung 2016, comicplus+ Verlag, Eckart Sackmann: Deutsche Underground-Comics – Versuch einer Annäherung, Seite 107 bis 139, ISBN 978-3-89474-284-3.